# Vital Kamerhe

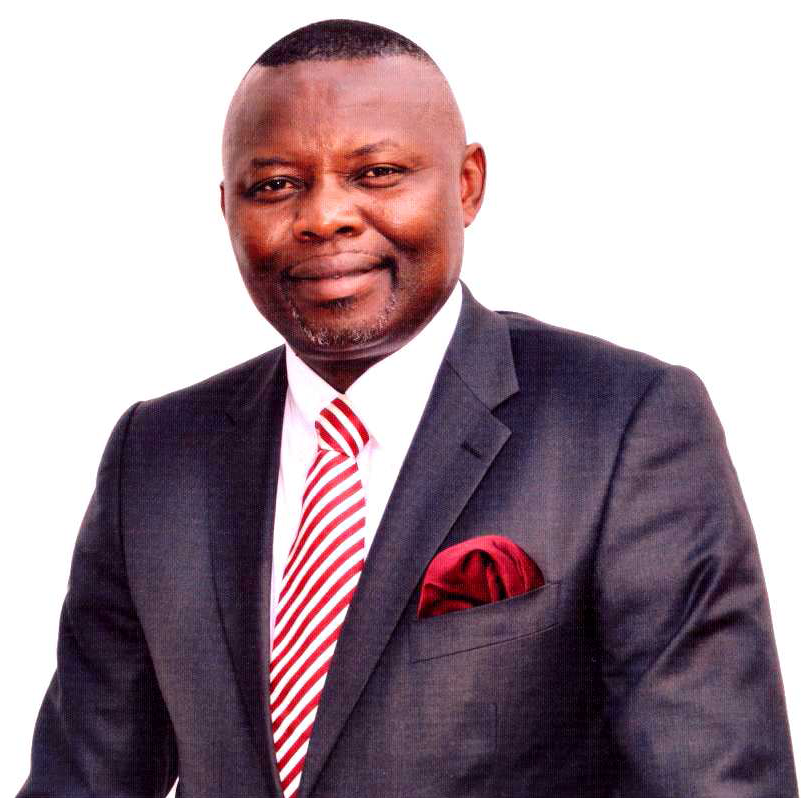
Vital Kamerhe im Dezember 2010

Vital Kamerhe (* 4. März 1959 in Bukavu, Belgisch-Kongo) ist ein kongolesischer Politiker. Von 2007 bis 2009 war er Präsident der Nationalversammlung der Demokratischen Republik Kongo und hatte auch schon zuvor verschiedene politische Ämter des Landes ausgeübt. Seit 2019 war er Kabinettschef des Präsidenten Félix Tshisekedi. Im April 2020 wurde er unter dem Vorwurf der Unterschlagung inhaftiert und im Juni zu einer langjährigen Haftstrafe verurteilt.

## Leben

### Frühe Jahre
Am 4. März 1959 wurde Vital Kamerhe Lwa Kanyiginyi Nkingi in der Stadt Bukavu im Distrikt Sud-Kivu geboren, welcher zum damaligen Belgisch-Kongo gehörte. Seine Eltern heißen Constantine Kamerhe Kanyginyi und Alphonsine Mwa Nkingi. Er besuchte Grundschulen in Bukavu, Goma und Gandajika, einem Ort in der Provinz Kasaï-Oriental. Zwischen 1975 und 1977 besuchte er ein Institut in der Stadt Kikwit in der Provinz Bandundu. Dann zog er nach Kananga (Kasai-Occidental) und ein Jahr später nach Mbuji-Mayi, wo er 1980 ein staatliches Abschlussexamen erhielt. Er lernte alle vier Nationalsprachen der Demokratischen Republik Kongo: Kikongo, Lingala, Kiswahili und Tshiluba; außerdem spricht Kamerhe Französisch.
Danach studierte Kamerhe an der Universität Kinshasa, wo er 1987 ein Diplom der Wirtschaftswissenschaften mit Auszeichnung erhielt. In Kinshasa arbeitete er danach als Lehrerassistent.

### Politische Karriere
Seine politische Karriere startete Kamerhe im Jahr 1984 bei der Partei UDPS (Union pour la Démocratie et le Progrès Social). In der Endzeit der Diktatur Mobutu Sese Sekos schloss er sich der RSF (Rassemblement des forces Sociales et Federalistes) an und wurde Präsident des JUSORAL (Jeunesse de l'Union Sacrée de l'opposition Radicale et Alliés), einem oppositionellen politischen Jugendbündnis. 1993 wurde er Direktor des Umweltministeriums und 1994 Koordinator des Premierministers. Zwischen 1994 und 1995 war er Direktor des Bildungsministeriums.
Unter Laurent Kabila wurde Kamerhe zunächst Stabschef von Etienne-Richard Mbaya, damals Minister für Wiederaufbau. Zwischen 1997 und 1998 war er Direktor des Service National, einer von Laurent Kabila aufgebauten quasi-militärischen Gruppierung. Danach war er Finanzberater des Verteidigungsministeriums und schließlich stellvertretender Kommissar für Angelegenheiten des UN-Einsatzes MONUC.
Als Gründungsmitglied der Parti du Peuple pour la Reconstruction et la Démocratie (PPRD) im Jahr 2002 wurde Vital Kamerhe eine der führenden Persönlichkeiten des Friedensprozesses in der Demokratischen Republik Kongo. Er war Generalkommissar der Regierung und verantwortlich für die Überwachung des Friedensprozesses in der Great Lakes Region. Er gilt als einer der wichtigsten Unterhändler des Friedensabkommens von 2002. Im Jahr 2003 wurde er zum Minister für Presse und Information in der Übergangsregierung ernannt.
Im Juni 2004 wurde er zum Generalsekretär der PPRD designiert. Er hielt diese Funktion bis zum 14. September 2007. Bei der Präsidentschaftswahl 2006 unterstützte Kamerhe die Wahlkampagne des heutigen Staatspräsidenten Joseph Kabila und galt als der Drahtzieher im Hintergrund. Im Dezember 2007 wurde er zum Präsidenten der Nationalversammlung gewählt. Am 25. März 2009 musste er jedoch aufgrund massiven Drucks Kabilas von diesem Amt zurücktreten, nachdem er sich in einem Radiointerview der Regierung gegenüber kritisch geäußert hatte. Danach hielt er sich vor allem in Kanada auf, bis er schließlich am 14. Dezember 2010 bekanntgab, aus der PPRD auszutreten und die Union pour la nation congolaise (UNC) als neue Oppositionspartei zu gründen. Mit der UNC trat er bei der Wahl 2011 als Gegenkandidat zu Kabila an.
Vor den Wahlen 2018 verbündete er sich mit Félix Tshisekedi, der die Wahlen umstritten gewann. Kamerhe wurde daraufhin Stabschef und wichtigster politischer Verbündeter Tshisekedis.

### Festnahme und Strafprozess
Am 8. April 2020 wurde Vital Kamerhe im Zentralgefängnis von Kinshasa in Untersuchungshaft genommen. Ihm wurde die Unterschlagung staatlicher Gelder aus dem 100-Tage-Programm der Regierung Tshisekedi vorgeworfen.
Am 11. Juni 2020 forderte der Generalstaatsanwalt 20 Jahre Haft wegen Unterschlagung, 15 Jahre wegen Korruption und die (anschließende) Aberkennung des passiven und aktiven Wahlrechts für zehn Jahre. Außerdem sollten die auf seinem Konto und auf Konten von Angehörigen gefundenen Geldbeträge eingezogen werden. Neben ihm wurde auch der libanesische Geschäftsmann Jammal Samih angeklagt.
Am 20. Juni 2020 wurde Kamerhe zu 20 Jahren Gefängnis – formal als Zwangsarbeit bezeichnet – wegen Unterschlagung und Korruption und – nach Verbüßung der Gefängnisstrafe – zu zehn Jahren Aberkennung der Wahlrechte verurteilt. Außerdem wurden die unterschlagenen Geldbeträge eingezogen. Auch Samih wurde zu 20 Jahren Haft verurteilt.
Gegen das Urteil legte Kamerhe Berufung ein, das Berufungsverfahren begann am 24. Juli 2020. Am 15. Juni 2021 verkündete das Berufungsgericht seine Entscheidung, die Haftstrafe auf 13 Jahre zu reduzieren.